# Washingtonovo náměstí (román)
Washingtonovo náměstí (anglicky Washington Square) je psychologický román amerického spisovatele Henryho Jamese z roku 1881. Překlad	Aloys Skoumal.

## Filmová adaptace
- Washingtonovo náměstí – americký film režisérky Agnieszky Hollandové z roku 1997.